# 6-Stunden-Rennen von Mugello 1981

Streckenlayout des Autodromo Internazionale del Mugello

Das 6-Stunden-Rennen von Mugello 1981, auch 6 Ore Mugello, fand am 12. April auf dem Autodromo Internazionale del Mugello statt und war der dritte Wertungslauf der Sportwagen-Weltmeisterschaft und das vierte Rennen der italienischen Gruppe-6-Meisterschaft dieses Jahres.

## Das Rennen
Das dritte Weltmeisterschaftslauf der Saison konnte bei weitem nicht mit dem großen Starterfeld aufwarten wie die beiden Wertungsläufe davor, dem 24-Stunden-Rennen von Daytona und dem 12-Stunden-Rennen von Sebring. Obwohl nur 26 Fahrzeuge gemeldet waren und davon 21 am Renntag starteten, wurde in nicht weniger als sieben Rennklassen der jeweilige Klassensieger ausgefahren. In der Klasse für Sportwagen über 2-Liter-Hubraum war nur ein Rennwagen in Mugello. Ein Porsche 908, der vom Deutschen Siegfried Brunn und dem späteren Rennstallbesitzer Eddie Jordan gefahren wurde. Wie weit dieses Rennmodell von Porsche inzwischen in die Jahre gekommen war, kann man dem Umstand entnehmen das auf den 2-Liter-Osella PA9 von Giorgio Francia, der auf der Pole-Position stand, im Training mehr als sechs Sekunden fehlten.
Großer Favorit auf den Gesamtsieg war der Werks-Gruppe-5-Lancia Beta Montecarlo von Michele Alboreto und Piercarlo Ghinzani. Der Wagen kam nach Problemen mit der Schaltung aber nur als Zweiter ins Ziel und wurde nachträglich wegen eines nicht regelkonformen Getriebewechsels disqualifiziert. Der Sieg ging an den Werks-Osella PA9 von Francia und Lella Lombardi, vor dem Porsche 935 der beiden Briten John Cooper und Dudley Wood sowie dem Gruppe-5-BMW 320i von Anton Fischhaber und Mario Ketterer.

## Ergebnisse

### Schlussklassement
| 1               | S 2.0    | 14 | Osella Squadra Corse         | Giorgio Francia Lella Lombardi                              | Osella PA9              | 177 |
| 2               | Gruppe 5 | 5  | Charles Ivy Racing           | John Cooper Dudley Wood                                     | Porsche 935K3           | 168 |
| 3               | Gruppe 5 | 7  | Anton Fischhaber             | Anton Fischhaber Mario Ketterer                             | BMW 320i                | 160 |
| 4               | Gruppe 5 | 6  | Christian Bussi              | Christian Bussi Jacques Guérin                              | Porsche 935             | 160 |
| 5               | GT       | 31 | BMW Italia                   | François Sérvanin Laurent Ferrier Pierre-François Rousselot | BMW M1                  | 160 |
| 6               | S 1.6    | 22 | Mario Benusiglio             | Mario Benusiglio Luigi de Angelis                           | Osella PA8              | 160 |
| 7               | S 1.6    | 25 | Ruggero Parpinelli           | Ruggero Parpinelli Silvano Frisori                          | Osella PA6              | 158 |
| 8               | GT       | 32 | BMW Italia                   | Corrado Fabi Christian Danner                               | BMW M1                  | 155 |
| 9               | GTX      | 29 | Giovanni del Buono           | Giovanni del Buono Odoardo Govoni                           | Ferrari 512BB/LM        | 155 |
| 10              | S 1.3    | 27 | Vito Veninata                | Vito Veninata Giovanni Cascone Giuseppe Iacono              | Osella PA7              | 154 |
| 11              | S + 2.0  | 12 | Siegfried Brunn              | Siegfried Brunn Eddie Jordan                                | Porsche 908/3           | 154 |
| 12              | Gruppe 5 | 4  | Weralit Racing Team          | Edgar Dören Jürgen Lässig                                   | Porsche 935K3           | 152 |
| 13              | GT       | 34 | Formel Rennsport Club Zürich | Peter Zbinden Edi Kofel Marco Vanoli                        | Porsche 924 Carrera GTR | 151 |
| 14              | S 2.0    | 15 | Carlo Franchi                | Carlo Franchi Luigi Moreschi                                | Osella PA9              | 139 |
| Disqualifiziert |          |    |                              |                                                             |                         |     |
| 15              | Gruppe 5 | 8  | Martini Racing               | Michele Alboreto Piercarlo Ghinzani                         | Lancia Beta Montecarlo  | 168 |
| Ausgefallen     |          |    |                              |                                                             |                         |     |
| 16              | GT       | 35 | Marco Curti                  | Marco Curti Luciano Galluzzo                                | De Tomaso Pantera       | 112 |
| 17              | S 2.0    | 18 | Marco Onori                  | Luca Onori Marco Onori Maurizio Orsi                        | Osella PA8              | 104 |
| 18              | GT       | 3  | BMW Italia                   | Johnny Cecotto Teo Fabi                                     | BMW M1                  | 36  |
| 19              | S 1.6    | 23 | Domenico Bazzani             | Ettore Bogani Domenico Bazzani                              | Chevron B36             | 21  |
| 20              | Gruppe 5 | 2  | Jolly Club                   | Carlo Facetti Martino Finotto                               | Ferrari 308GTB          | 20  |
| 21              | S 1.6    | 24 | Umberto Bagnoli              | Umberto Bagnoli Gianni Bellandi                             | March 76S               | 13  |
| Nicht gestartet |          |    |                              |                                                             |                         |     |
| 22              | S 2.0    | 16 | Piero Nappi                  | Piero Nappi                                                 | Osella PA6              | 1   |

1 nicht gestartet

### Nur in der Meldeliste
Hier finden sich Teams, Fahrer und Fahrzeuge, die ursprünglich für das Rennen gemeldet waren, aber aus den unterschiedlichsten Gründen daran nicht teilnahmen.
| Pos. | Klasse   | Nr. | Team           | Fahrer                              | Chassis                |
| ---- | -------- | --- | -------------- | ----------------------------------- | ---------------------- |
| 23   | Gruppe 5 | 1   | Martini Racing | Michele Alboreto Piercarlo Ghinzani | Lancia Beta Montecarlo |
| 24   | S + 2.0  | 11  | Grid Team Lola | Guy Edwards Emilio de Villota       | Lola T600              |
| 25   | S 2.0    | 19  | Gabriele Ciuti | Gabriele Ciuti                      | Osella PA7             |
| 26   | GT       | 33  | Helmut Marko   | Gero Zamagna Peter Oberndorfer      | BMW M1                 |

### Klassensieger
| Klasse                   | Fahrer             | Fahrer           | Fahrer                    | Fahrzeug         | Platzierung im Gesamtklassement |
| ------------------------ | ------------------ | ---------------- | ------------------------- | ---------------- | ------------------------------- |
| Sportwagen über 2 Liter  | Siegfried Brunn    | Eddie Jordan     |                           | Porsche 908/3    | Rang 11                         |
| Sportwagen bis 2 Liter   | Giorgio Francia    | Lella Lombardi   |                           | Osella PA9       | Gesamtsieg                      |
| Sportwagen bis 1,6 Liter | Mario Benusiglio   | Luigi de Angelis |                           | Osella PA8       | Rang 6                          |
| Sportwagen bis 1,3 Liter | Vito Veninata      | Giovanni Cascone | Giuseppe Iacono           | Osella PA7       | Rang 10                         |
| Gruppe 5                 | John Cooper        | Dudley Wood      |                           | Porsche 935K3    | Rang 2                          |
| GT                       | François Servanin  | Laurent Ferrier  | Pierre-François Rousselot | BMW M1           | Rang 5                          |
| GTX                      | Giovanni Del Buono | Odoardo Govoni   |                           | Ferrari 512BB/LM | Rang 9                          |

### Renndaten
- Gemeldet: 26
- Gestartet: 21
- Gewertet: 14
- Rennklassen: 7
- Zuschauer: unbekannt
- Wetter am Renntag: kalt und stark bewölkt
- Streckenlänge: 5,245 km
- Fahrzeit des Siegerteams: 6:00:23,800 Stunden
- Gesamtrunden des Siegerteams: 177
- Gesamtdistanz des Siegerteams: 928,365 km
- Siegerschnitt: 154,558 1 km/h
- Pole-Position: Giorgio Francia – Osella PA9 (#14) - 1.52.570 - 167,736 km/h
- Schnellste Rennrunde: unbekannt
- Rennserie: 3. Lauf zur Sportwagen-Weltmeisterschaft 1981
- Rennserie: 4. Lauf zur Italienischen Gruppe-6-Meisterschaft 1981